# Nealchornea
Nealchornea là một chi thực vật có hoa trong họ Đại kích (Euphorbiaceae), được Jacques Huber mô tả lần đầu tiên năm 1913. Nó là chi bản địa các khu rừng Amazon vùng đất thấp Nam Mỹ.

## Mô tả
Cây gỗ đơn tính khác gốc. Nhựa mủ ánh trắng hay vàng. Lớp lông đơn, ít. Lá có tuyến-khía tai bèo rất nhỏ, với các tuyến nhỏ xa trục ở đáy hay dưới mép lá. Các lá kèm teo đi. Cụm hoa nách lá và gần đầu cành. Hoa đực dạng chùy hoa và hoa cái dạng cành hoa. Lá bắc không tuyến. Hoa đực có cuống, lá đài 4, mọc thành 2 hàng, hơi xếp lợp, mở trong chồi; nhị 8-15 (-18), khác biệt; bao phấn không cuống, thẳng, nứt dọc; mô liên kết phình to, phần phụ rõ nét ở đoạn cuối; hạt phấn hoa phỏng cầu dẹt, 3 đường xoi, vỏ bọc ngoài phấn hoa có mắt lưới thô. Hoa cái có cuống; lá đài 4, hợp sinh ở gốc, hơi xếp lợp, có tuyến, không rụng ở quả; bầu nhụy 2 ngăn; noãn có nhân lộn ngược (lỗ noãn hướng về cán phôi), các lớp che phủ trong hơi dày, che phủ ngoài có mạch; các vòi nhụy con không thùy, dày, hơi hợp sinh ở đáy. Quả gần giống quả mọng, không nứt đều, vỏ mỏng. Hạt không có mào thịt.

## Các loài
Chi này gồm các loài sau:
- Nealchornea yapurensis Huber, 1913: Đông Colombia, Peru, Ecuador và bang Amazonas ở Brasil.
- Nealchornea stipitata B.Walln., 1991: Bang Amazonas ở Brasil.